# Liste der Monuments historiques in Sillery (Marne)
Die Liste der Monuments historiques in Sillery führt die Monuments historiques in der französischen Gemeinde Sillery auf.

## Liste der Objekte
| Bezeichnung                                                       | Beschreibung                                            | Standort                     | Kennzeichnung | Schutzstatus | Datum | Bild |
| ----------------------------------------------------------------- | ------------------------------------------------------- | ---------------------------- | ------------- | ------------ | ----- | ---- |
| Skulptur Der heilige Remigius mit der heiligen Ampulle            | Stein, farbig gefasst, 16. Jahrhundert                  | in der Kirche St-Remi (Lage) | PM51001061    | Classé       | 1908  |      |
| Gemälde Madonna mit Kind, umgeben von allegorischen Darstellungen | Ölfarbe auf Leinwand, erste Hälfte des 17. Jahrhunderts | in der Kirche St-Remi (Lage) | PM51001060    | Classé       | 1907  |      |
| Pietà                                                             | Stein, 17. Jahrhundert                                  | in der Kirche St-Remi (Lage) | PM51001062    | Classé       | 1908  |      |
| Tür des Kommuniontischs                                           | Schmiedeeisen, 20. Jahrhundert                          | in der Kirche St-Remi (Lage) | PM51003716    | Inscrit      | 2017  |      |